# Академгородок (Томск)

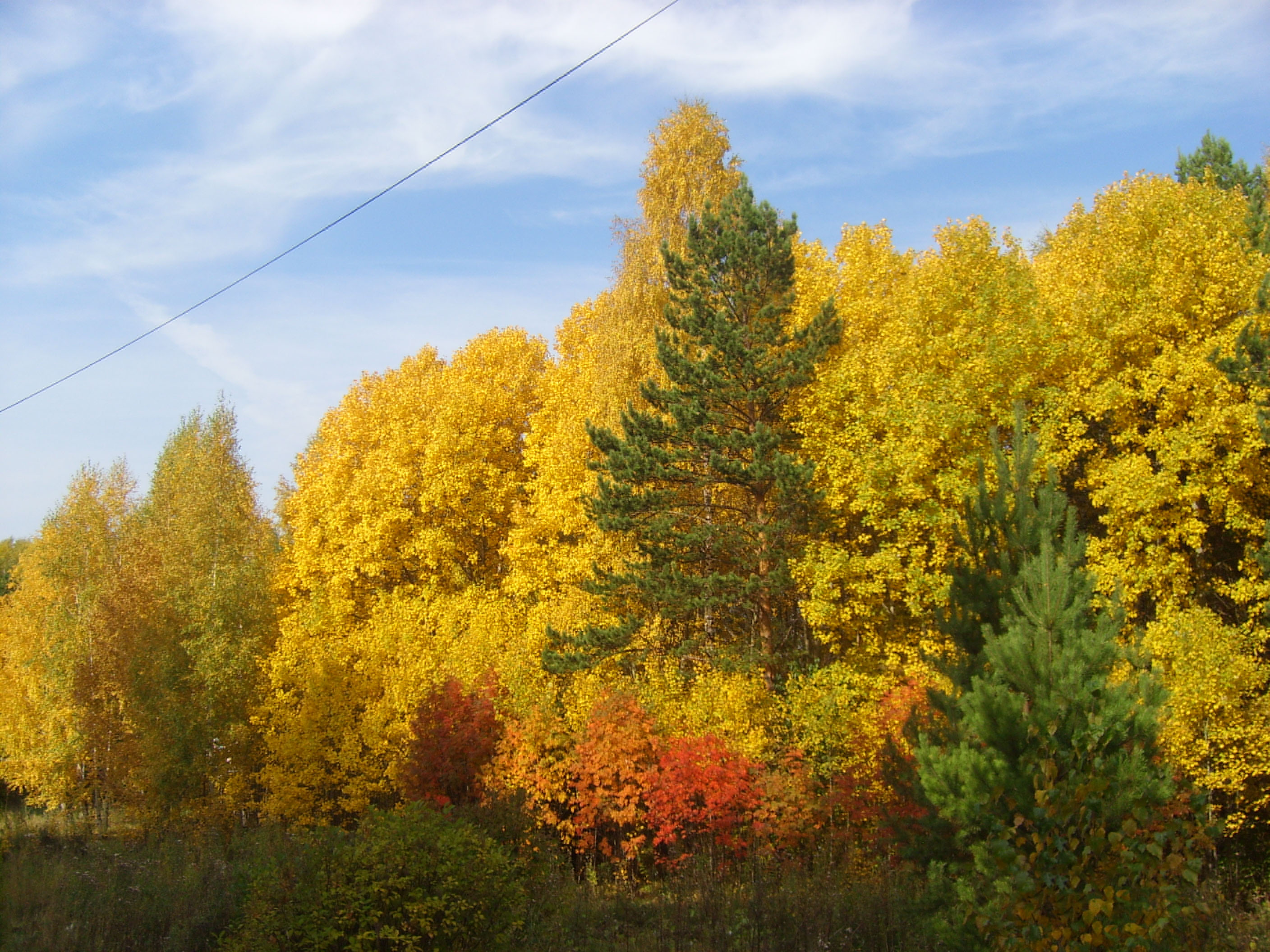
Лес томского Академгородка.

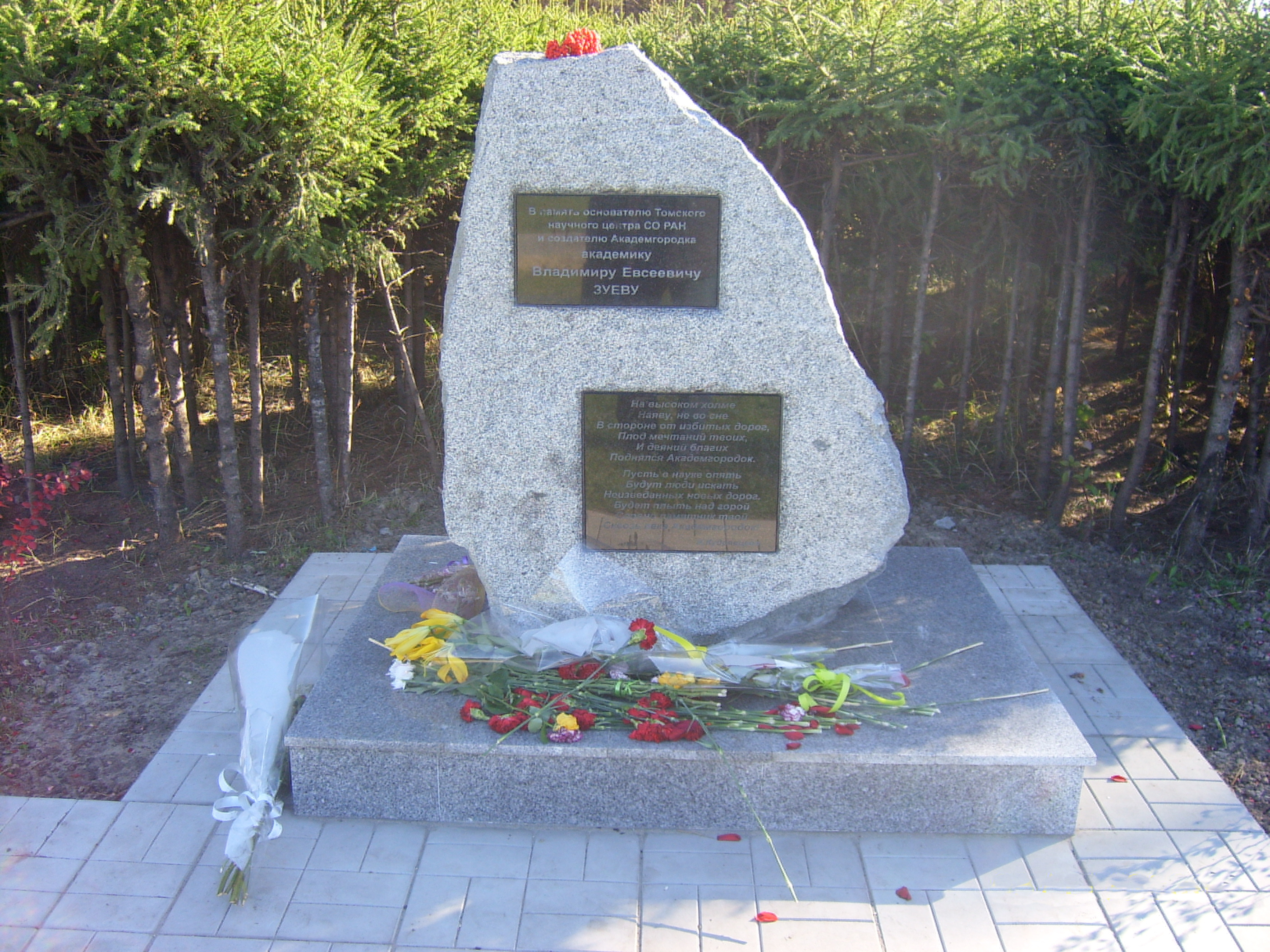
Памятник основателю Томского научного центра СО РАН и создателю Академгородка академику Владимиру Евсеевичу Зуеву.

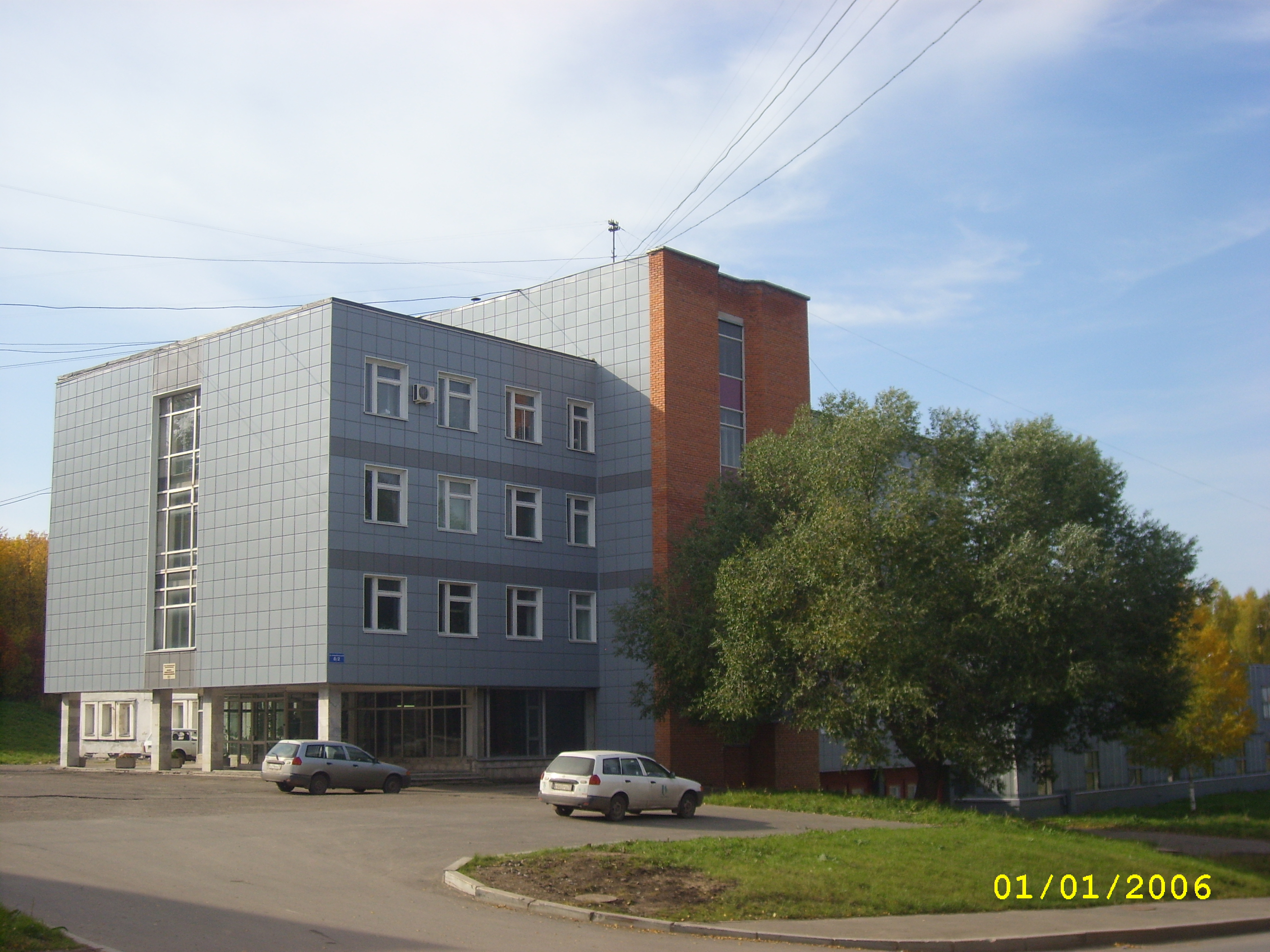
Республиканский научно-технический центр при Институт физики прочности и материаловедения СО РАН.

Академгородок — микрорайон в Советском районе города Томска, в котором расположены научные институты ТНЦ СО РАН, объекты особой экономической зоны технико-внедренческого типа «Томск», жилые дома и объекты соцкультбыта. Общая площадь более 200 гектар.
Академгородок расположен в восточной части Томска, со всех сторон окружён лесами, от большинства других районов отделён рекой Ушайкой, на высоком правом берегу которой и расположен.

## История
Основан 9 июня 1969 года.
Строительство томского Академгородка началось в 1972 году. Решение о создании Томского филиала Сибирского отделения академии наук СССР (базой которого стал Академгородок) было принято раньше, в 1969 году. Строительство материальной базы, объектов соцкультбыта и жилых домов Академгородка в 1970-е годы осуществлялось прежде всего силами управления «Химстрой» (руководитель —  П. Г. Пронягин).
Большой вклад в создание и развитие Академгородка внёс томский учёный, академик В. Е. Зуев, на плечи которого легла реализация проекта создания Томского филиала Сибирского отделения Академии наук СССР, позже преобразованного в Томский научный центр СО РАН, первым руководителям которого и стал В. Е. Зуев. Сейчас площадь на въезде в Академгородок носит его имя.
25 января 1975 года состоялось торжественное открытие первого научного учреждения Академгородка — Института оптики атмосферы (первый руководитель — В. Е. Зуев).

## Современность
В декабре 2005 года правительством России было принято решение о создании в стране, в рамках стратегии инноватизации, 5 пилотных особых экономических зон технико-внедренческого типа. Одна из них должна была быть образована в Томске. По инициативе руководителя ТНЦ СО РАН С. Г. Псахье местом для её размещения определяется площадка на территории Академгородка. Томская особая экономическая зона технико-внедреческого типа (также именуется Томская ОЭЗ или ТВЗ) строится в северо-восточной части Академгородка с 2006 года вдоль проспекта Развития. Такие объекты, как Инженерно-технологический центр, Центр контрактации, Центр маркетинга, Выставочный центр стали частью системы элементов инфраструктуры Научного центра — помощи доводки НИОКР исследований и отработки, первичной коммерциализации объектов инновационных исследований. Производсттвенные компании-резиденты ТВЗ строят на территории Томской ОЭЗ свои промышленные и технологические мощности.
В восточной части Академгородка создан массив зданий и коттеджей элитного типа жилья (микрорайон Академический), с северной стороны к территории Академгородка стал примыкать массив коттеджей микрорайона (посёлка) Наука, первоначально созданный как жилищно-строительный кооператив профессорско-преподавательского состава сотрудников ТУСУРа.
Также в Академгородке расположен МБОУ "Академический лицей" им. Г.А.Псахье.

## Улицы
- Площадь имени В.Е. Зуева;
- Академический проспект;
- 1-й Академический микрорайон;
- 2-й Академический микрорайон;
- Улица Вавилова;
- Улица Королёва;
- Улица Кольцевая;
- Улица 30 лет Победы;
- Проспект Развития.

## Организации
- Институт нефтегазовой геологии и геофизики СО РАН;
- Институт химии нефти СО РАН;
- Институт мониторинга климатических и экологических систем СО РАН;
- Республиканский научно-технический центр при ИФПМ СО РАН;
- Институт оптики атмосферы СО РАН;
- Институт сильноточной электроники СО РАН;
- Институт физики прочности и материаловедения СО РАН;
- Конгресс-центр (Гостиница) «Рубин».

## Культура
- Дом учёных
- Библиотека "Академическая" МИБС г.Томска

## Транспорт
Добраться до Академгородка можно автобусами № 5, 13/14, 16, 23, 30/33, 131.